# آثار جوژه پلچنیکدر لیوبلیانا
آثار جوژه پلچنیکدر لیوبلیانا (به انگلیسی: The works of Jože Plečnik in Ljubljana – Human Centred Urban Design) در لیوبلیانا، اسلوونی قرار دارد. آثار جوژه پلچنیکدر لیوبلیانا از آثار میراث جهانی است که در سال ۲۰۲۱ به عنوان یک اثر فرهنگی با شماره ثبت ۱۶۴۳ در فهرست میراث جهانی یونسکو ثبت گردید.

## ثبت جهانی
این اثر در ۴۴امین نشست سازمان یونسکو به میزبانی چین با شماره ثبت ۱۶۴۳ ثبت جهانی شد.